# Aralsk
Aralsk (kaz. Арал, Arał; ros. Аральск, Aralsk) – miasto położone w południowo-zachodnim Kazachstanie, w obwodzie kyzyłordyńskim. Liczy około 33 tys. mieszkańców (2021).

## Historia
W roku 1847 rosyjski fort mający za zadanie zabezpieczenie rosyjskiej flotylli operującej na Jeziorze Aralskim, ustanowiony był przy ujściu rzeki Syr-daria. Na mapie Butakowa z 1853 Fort Aralsk umieszczono w punkcie o przybliżonych współrzędnych geograficznych 46°05′N 61°25′E, na południe od półwyspu Unadym. Został on opuszczony przed końcem XIX wieku.
W 1905 została założona osada. Znajdowała się około 80 kilometrów na północ od lokalizacji dawnego fortu, przy linii kolejowej łączącej Taszkent z Orenburgiem. Istnieją relacje wskazujące, że w pobliżu Aralska we wrześniu 1919 stoczona była jedna z bitew pomiędzy oddziałami białej Rosji a bolszewikami.

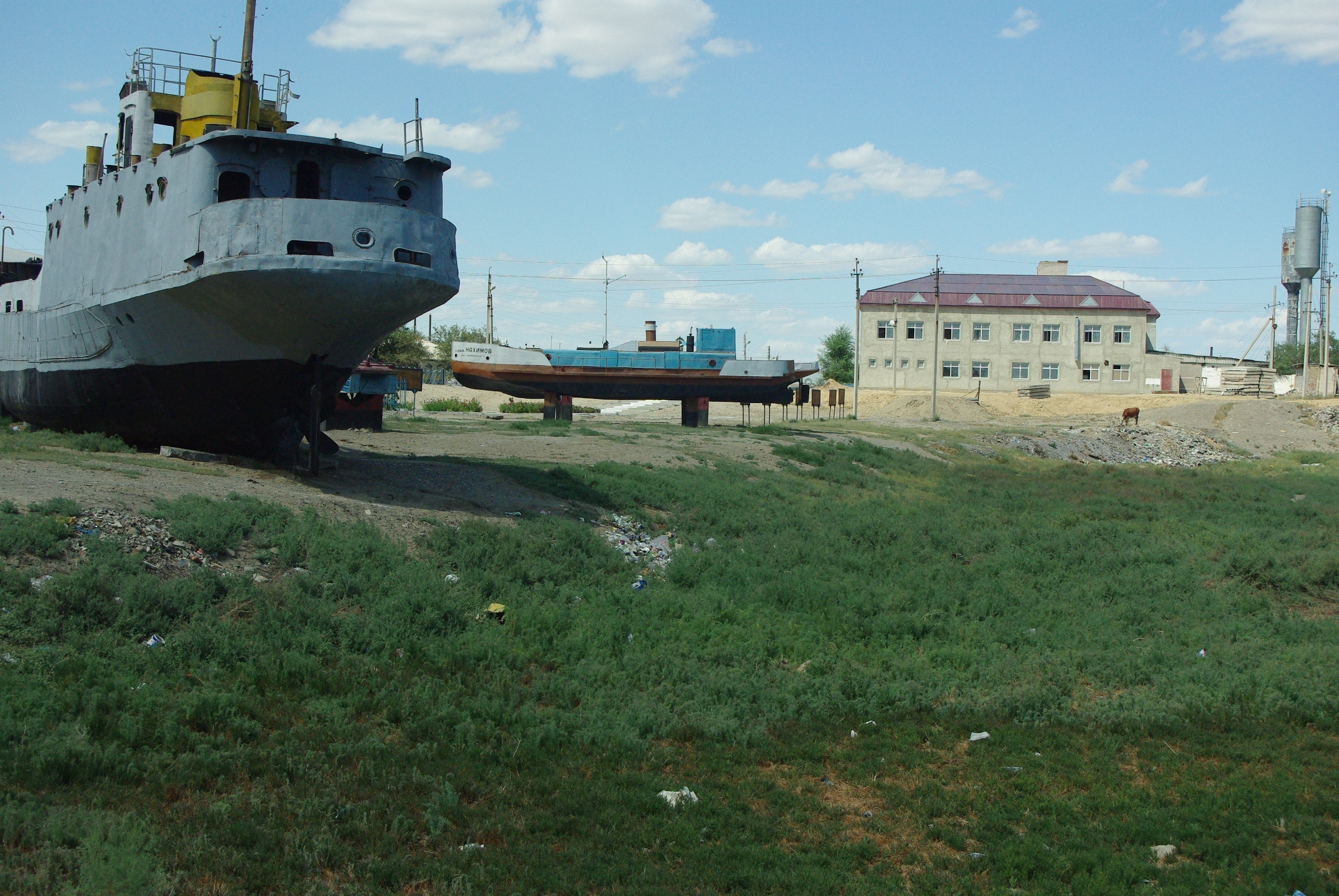
Porzucone statki na brzegu przystani w Aralsku

Aralsk prawa miejskie otrzymał w roku 1938. W roku 1959 liczył 19,9 tys. mieszkańców. Do lat 60. XX wieku był tu port rybacki i przystań, leżące na północnym brzegu Jeziora Aralskiego. Miasto zaopatrywało wówczas w ryby cały okoliczny region. Od tego jednak czasu, na skutek wysychania jeziora, do końca XX w. jego lustro wodne obniżyło się o kilkanaście metrów, toteż linia brzegowa znacznie oddaliła się od miasta (do około 100 kilometrów; mieszkańcy pamiętają, że jezioro było widoczne z miasta jeszcze w latach 90. XX wieku). Przetwórnie ryb w Arale, wobec braku miejscowego surowca, zaopatrywano aż z Morza Bałtyckiego. Cumujące w przystani statki i kutry od blisko pół wieku niszczeją w wyschniętych basenach portowych przy bezużytecznych od wielu lat nabrzeżach.
Mieszkańcy Aralska, pozbawieni pracy w rybołówstwie i pracach pokrewnych szukali pracy w innych regionach kraju, a znaczny procent z pozostałych w mieście jest bezrobotnych. Mieszkańcy narażeni są na skutki chemicznych zatruć wywoływanych przez pył z wyschniętego dna jeziora, zawierający znaczne ilości często wciąż jeszcze toksycznych resztek środków ochrony roślin, które zmyte zostały do jeziora przez dziesiątki lat ekstensywnych upraw bawełny. Nie jest do końca znany stopień dodatkowego zagrożenia, będącego skutkiem porzuconych i niszczejących na dawnych wyspach Jeziora Aralskiego (w tym na Wyspie Odrodzenia) składnic i laboratoriów broni biologicznej dawnego ZSRR.
W 1971 ośrodek Aralsk-7 na Wyspie Odrodzenia testował śmiercionośnego wirusa czarnej ospy (ospy prawdziwej). W lipcu 1971 roku statek badawczy Lew Berg w mgle podpłynął na około 15 km w okolice wyspy łamiąc tym samym zakaz zbliżania się na odległość mniejszą niż 40 km. W sierpniu, już po opuszczeniu statku zachorowała młoda kobieta, która pełniła funkcję asystentki laboratoryjnej i pobierała próbki planktonu. W Aralsku wybuchła epidemia ospy.
Od czasu wybudowania w 2005 tamy Kökarał, oddzielającej wody Jeziora Północnoaralskiego od wciąż wysychającej południowej części, lustro wody po północnej stronie tamy podnosi się systematycznie, a linia brzegowa zbliża się do miasta (w 2006 zbliżyło się na odległość 25 kilometrów). Zjawiska te pozwalają mieszkańcom Aralska mieć nadzieję na odtworzenie w niedalekiej przyszłości życia w wodach północnej części jeziora i na korzystne zmiany w gospodarce miasta.